# Грачовська сільська рада (Грачовський район)
Грачо́вська сільська рада (рос. Грачёвский сельский совет) — сільське поселення у складі Грачовського району Оренбурзької області Росії.
Адміністративний центр — село Грачовка.

## Населення
Населення — 5447 осіб (2019; 6137 в 2010, 6635 у 2002).

## Склад
До складу сільської ради входять:
| Населений пункт | Населення, осіб (2002) | Населення, осіб (2010) |
| --------------- | ---------------------- | ---------------------- |
| Грачовка, село  | 6521                   | 6122                   |
| Каменка, село   | 114                    | 15                     |